# Coppa Intercontinentale under 20 2023
La Coppa Intercontinentale Under-20 2023 è stata la seconda edizione del trofeo riservato alle squadre vincitrici della Coppa Libertadores Under-20 e della UEFA Youth League. È stata vinta dal Boca Juniors, campione della Coppa Libertadores Under-20 2023, che si è imposto per 4-1 ai tiri di rigore (dopo l'1-1 dei tempi regolamentari) sull'AZ Alkmaar, campione della UEFA Youth League 2022-2023, nella finale disputata il 9 settembre 2023 allo stadio Alberto José Armando di Buenos Aires, in Argentina.

## Tabellino
| Arbitro: | Gery Vargas |

|                                  |                      |                  |
| Mastoras 58’ (aut.)              | Marcatori            | 42’ Kwakman      |
| Génez Di Lollo Acosta Fascendini | Tiri di rigore 4 – 1 | Goes Dekker Smit |

| Boca Juniors | AZ |

| P             | 1  | Sebastián Díaz Robles |     |     |
| D             | 4  | Natan Acosta          | 89’ |     |
| D             | 2  | Lautaro Di Lollo      | 87’ |     |
| D             | 6  | Valentín Fascendini   |     |     |
| D             | 3  | Nahuel Génez (c)      |     |     |
| C             | 5  | Santiago Gauna        | 82’ |     |
| C             | 8  | Mauricio Benítez      |     | 68’ |
| C             | 17 | Julián Ceballos       |     |     |
| A             | 20 | Jabes Saralegui       |     | 73’ |
| A             | 19 | Ignacio Rodríguez     |     | 73’ |
| A             | 11 | Simón Rivero          |     | 80’ |
| Sostituti:    |    |                       |     |     |
| P             | 12 | Lucas Torlaschi       |     |     |
| D             | 13 | Thomas Arrieta        |     |     |
| D             | 14 | Mateo Mendía          |     |     |
| D             | 15 | Iván Vaquero          |     |     |
| C             | 7  | Fabio Sosa            |     |     |
| C             | 10 | Lucas Vázquez         |     | 80’ |
| C             | 16 | Román Rodríguez       | 76’ | 73’ |
| C             | 18 | Yael Ramallo          |     | 68’ |
| C             | 22 | Tomás Bustos          |     |     |
| A             | 9  | Bruno Cabral          |     |     |
| A             | 21 | Valentino Simoni      |     | 73’ |
| Allenatore:   |    |                       |     |     |
| Silvio Rudman |    |                       |     |     |

| P            | 1  | Rome-Jayden Owusu-Oduro |       |         |
| D            | 3  | Wouter Goes (c)         | 87’   |         |
| D            | 4  | Maxim Dekker            |       |         |
| D            | 8  | Lewis Schouten          |       |         |
| D            | 6  | Nick Twisk              |       | 18’     |
| C            | 12 | Enoch Mastoras          |       | 62’     |
| C            | 14 | Finn Stam               | 86’   |         |
| C            | 10 | Dave Kwakman            |       |         |
| A            | 7  | Jayden Addai            |       | 84’     |
| A            | 9  | Mexx Meerdink           |       |         |
| A            | 11 | Ernest Poku             |       |         |
| Sostituti:   |    |                         |       |         |
| P            | 22 | Tristan Kuijsten        |       |         |
| P            | 33 | Arouna Kabba            |       |         |
| D            | 2  | Jurre van Aken          |       | 62’     |
| D            | 5  | Sem Dekkers             |       |         |
| D            | 15 | Jeremiah Esajas         |       |         |
| D            | 16 | Loek Postma             | 26’   | 18’ 46’ |
| C            | 18 | Tom Kerssens            |       |         |
| C            | 24 | Kees Smit               | 90+1’ | 46’     |
| C            | 25 | Job Kalisvaart          |       |         |
| A            | 19 | Nick Koster             |       | 84’     |
| A            | 26 | Damienus Reverson       |       |         |
| Allenatore:  |    |                         |       |         |
| Jan Sierksma |    |                         |       |         |